# مارك هيل (لاعب كريكت)
مارك هيل (27 يوليو 1964 ببرث في أستراليا - ) (بالإنجليزية: Mark Hill)‏ هو لاعب كريكت أسترالي. لعب مع فريق تسمانيا للكريكت.

## وصلات خارجية
- مارك هيل على موقع إي آس بي آن كريك إنفو (الإنجليزية)